# 职业教育

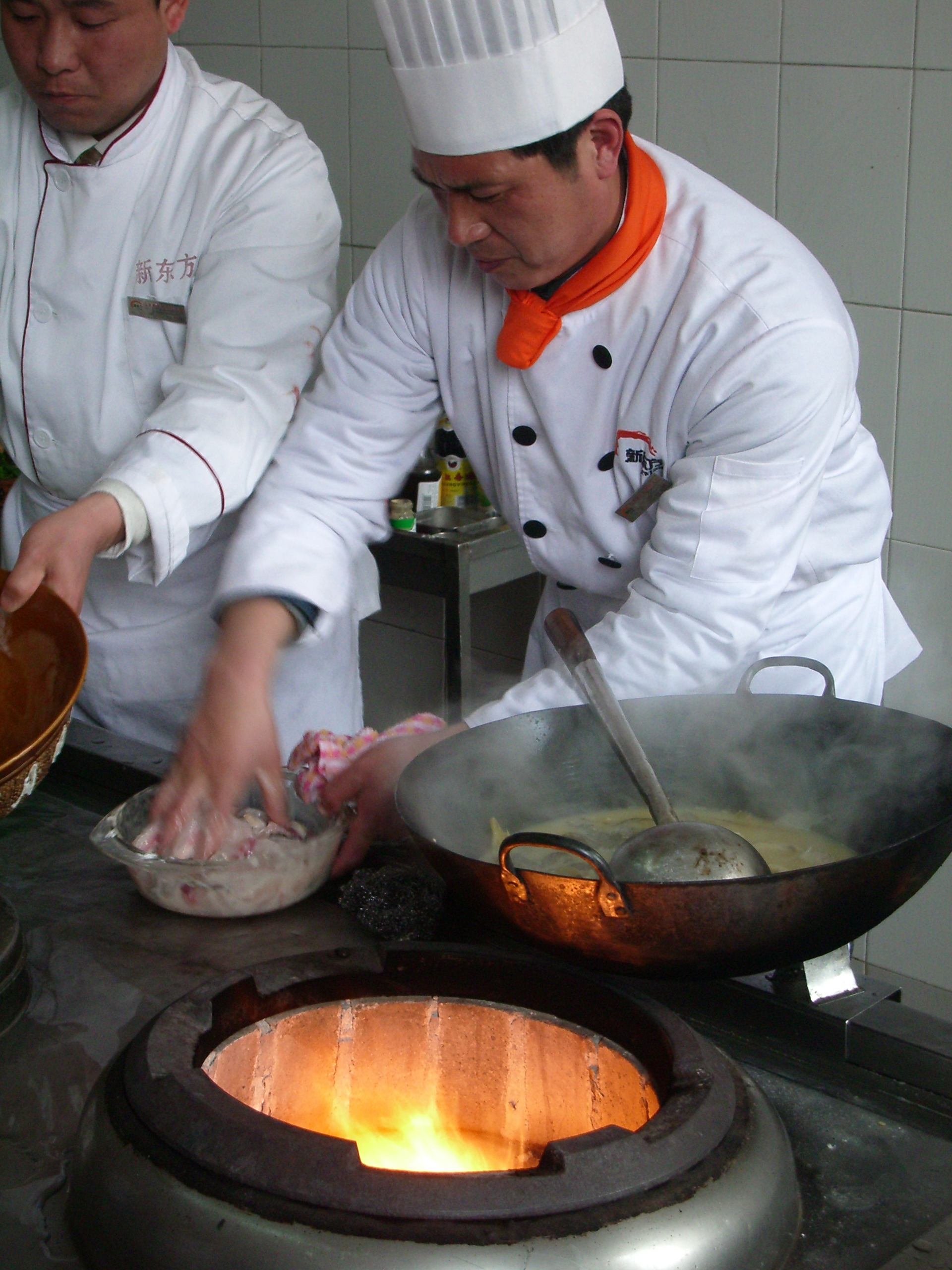
烹饪是职业教育中的常见专业之一

职业教育（英語：Vocational Education）是指在培养从业人员实用性技能的教育领域。通过职业教育，可以使受教育者获得和提高从事某种职业所必需的知识以及技能。

## 各地区职业教育

### 中国大陆

#### 历史
中国的职业教育可以追溯到洋务运动时期。1866年，清政府成立福州船政学堂以培养造船、航海方面的专业人才，这是中国的第一所职业学校。
1917年，教育家黄炎培创办了中华职业教育社，这是中国第一个推进职业教育的团体。该团体提出了提出了“使无业者有业，使有业者乐业”的理念，但由于当时国力所限，职业教育进展缓慢。
中华人民共和国成立后，为了适应国家建设的需要，创办了大量职业学校。改革开放以后，中国经济快速发展，职业教育也随之蓬勃发展。
2011年，中国大陆有中等职业学校13177所，在校生2197万人；高等职业学校1280所，在校生744万人。中、高等职业学校在校生总数近3000万。根据中国教育部的官方报告，从1978年到2011年，中国职业教育累计为国家输送了2亿多劳动者和技能型人才，“提高了中国劳动者的整体素质”。

#### 体系
1996年颁布的《中华人民共和国职业教育法》对职业教育在中国大陆的地位、体系结构、办学职责、管理体制等都做出了规定，同时该法律使用“职业教育”代替了早前“职业技术教育”的称谓。中国大陆的职业教育包括初等职业教育、中等职业教育、高等职业教育和职业培训。部分地區例如上海實行中高职贯通。
- 初等职业教育是在初中阶段开展的职业教育，纳入九年制义务教育体系，招生对象是小学毕业生或相当于小学文化程度的人员，学制三年或四年，主要讲授初中文化课和有关专业的生产劳动与职业技术课程，培养学生学有一技之长。目前，这类学校主要设在欠发达的农村地区和边远山区。随着经济和社会的发展，此类教育逐步由基础和入门的职业教育取代。
- 中等职业教育是在高中阶段进行的职业教育，也包括一部分高中后的职业培训。中等职业教育是目前中国大陆职业教育的主体，通过中等专业学校（中专）、技工学校（技校）、职业高级中学（职高）、成人中等专业学校（成人中专）等实施，招生对象主要是初中毕业生和具有初中同等学力的人员，学制以三年制为主。这类学校在讲授高中文化知识的同时，根据职业岗位的要求有针对性地实施职业知识教育和职业技能训练，培养技能型人才和高素质劳动者。近年来，各类中等职业学校通过布局结构调整和资源整合开始走向融合，并在名称上逐步统一规范为“中等职业技术学校”或“中等职业学校”等。
- 高等职业教育是改革开放以来为了适应经济社会发展需要，在改革原有的高等专科学校、职业大学和成人高校，以及整合优质中等职业学校资源的基础上发展起来的。高等职业教育主要通过高等职业学校实施，招生对象是普通高中和中等职业学校毕业生。这类学校讲授大学文化知识和专业文化知识，同时进行专业能力和职业技能训练，学制两年或三年，培养高技能人才，特别强调培养应用型、工艺型、复合型的高技能人才。2019年12月，《中华人民共和国职业教育法修订草案》发布，将“高等职业学校”的概念修改为与“普通高等学校”并列的“职业高等学校”。[4]
- 五年制高等职业教育（五年制高职）是比较特殊的高等职业教育，它的学制为五年，将中等和高等职业教育贯通，既保证了高职教育的文化素质要求，又达到了国际上培养同类人才专业技术课程有效学时三年以上的要求。五年制高等职业教育由部分重点中专校和高等职业技术学院经省有关部门批准举办，招生对象是应届初中毕业生，前三年按照中等职业教育的管理办法进行管理，后两年则纳入高等职业教育管理范畴。对学生和家庭而言，此类教育投入的成本较低，而效益和回报较高。[5]五年制高职分为五年一贯制和三二分段制。
  - 参加五年一贯制的学生由省级招生部门一次办理录取手续，五年中在同一所高校就读，不发中专毕业证，修业期满成绩合格者，由学校颁发五年一贯制专科毕业证书，毕业证和学生注册信息中注明“五年一贯”字样。
  - 参加三二分段制（简称“3+2”）的学生须在三年中等职业教育完成后参加统一的三二分段转段选拔考试，成绩合格者获发中专文凭并转入高等职业学校完成两年大专学习并在毕业时获发两年制高职文凭，学生注册信息中注明“三二分段”字样。未通过考试者则被视为中专毕业生获得中专文凭。[6]
- 中本貫通，是中等职业教育——应用本科教育贯通培养模式的簡稱。[7]2021年2月，中華人民共和國教育部印发《关于做好2021年普通高校招生工作的通知》，宣佈要逐步取消中职本科贯通招生。[8]
- 职业培训是为提高劳动者技术业务知识和职业技能水平开展的一种教育活动。与正规学校教育相比，职业培训的内容针对性强、时间灵活、方式多样、招生对象不限。目前，中国大陆主要的职业培训机构有成人技术培训学校（按培训对象不同分为职工技术培训学校和农民技术培训学校）、各级各类职业学校和就业训练中心等。培训的内容主要是资格认证培训、学徒制培训、就业培训（包括第一次就业培训和再就业培训）、在职人员岗位培训、农村劳动力转移培训、农民实用技术培训等。

#### 就业情况
2013年，中国大陆的中等职业学校毕业生半年后就业率可达95%以上。高等职业学校毕业生半年后就业率为90.9%，低于同期本科院校毕业生的91.8%。其中材料与能源大类的高职毕业生就业率最高，达到92.1%。收入方面，高职毕业生月均收入为2940元人民币，高于同年城镇居民平均月收入的2462元，但是低于同期本科毕业生的3560元。其中交通运输大类的高职毕业生月均收入最高，达到3167元。约2.3%的高职毕业生毕业后选择自主创业，高于本科毕业生的1.2%。不过，随着本科院校大规模扩招，本科毕业生就业情况日益严峻，而有具体技能的职业学校毕业生由于时常能较快地找到工作，还能填补一线操作工人的缺口，因而日益受到社会关注。

#### 问题
- 由于“学而优则仕”的观念根深蒂固和对学历的过度追求，社会上对于职业教育抱有歧视，职业教育时常被认为是“二流的教育”，而职业学校的学生也被认为是没有希望考上高中或大学的学生。为此许多学生在高考失利后宁愿复读也不去职业学校报到。
- 由于缺乏政府的补助，导致职业学校在资金、师资等方面出现短缺，这导致很多职业学校办学条件较差，软硬件跟不上，教学质量难以保证。有些学校甚至采取不正当手段节约开支（比如强迫学生实习、扣留实习补助等）。[12]對此中華人民共和國教育部等八部门曾於2022年1月联合印发修订版《职业学校学生实习管理规定》，規定“严禁以营利为目的违规组织实习”、“不得仅安排学生从事简单重复劳动”、“不得安排学生从事Ⅲ级强度及以上体力劳动或其他有害身心健康的实习”[13]。
- 由于生源不足，部分职业学校在招生时通过在考场外散发传单、在网上散布虚假信息等方式招揽生源，甚至勾结中学老师“包办”学生志愿等方式招生，引起了考生和家长的反感。
- 一些职业学校在招生后无法兑现承诺，因而导致学生出现无学籍、无学生证或者在毕业时发现所学专业被学校自行修改。[14]

### 台湾
職業教育在中華民國（臺灣）稱為「技術及職業教育」，簡稱「技職教育」。早期是為了配合臺灣經濟建設發展而設置，以培育實用性技術人材為目標，課程內容以技能訓練作為導向，此為「狹義」的技職教育。後因臺灣加入WTO，受到產業全球化的衝擊，以及面對知識經濟的挑戰，技職教育以廣義定之為：「職業生涯準備之教育」，對於準備從事某種職業的學習者，有系統的提供有關專業知能、態度和理想的教育，即屬於技職教育。

#### 概況
臺灣的技職教育原本以設立初級職業學校（初職）為主流，社會講求小學階段（時稱國民學校）後，盡速培養工作能力，以利初職畢業後即能賺錢養家。1968年（民國五十七年）實施九年國民義務教育，將學科學習時間由六年延長到九年，因國民教育為每一位國民應接受的教育，故初級職業學校也相應裁撤。此時社會風氣轉為以國民中學（國中）畢業後報考五年制專科學校為首選，或由國民中學升學至三年制之高級職業學校（高職）再升學至四年制技術學院或二年制專科學校。2014年8月起實施十二年國民基本教育，高級中學與高職法源整合，化為同一的高級中等教育階段而非分立的教育制度，高職則改制為技術型高級中等學校（技術型高中）。但除新法實施後改制或新設學校之外，不須更改校名全銜，因此仍能見到維持「職業學校」的校名，但法律定位已有所調整。
技術型高中招收的對象為國中畢業生，修業為期三年，以培育基礎技術人員為宗旨；專科學校則培育中級實用人才，以教授應用科學、養成技術人才為目標，修業主要為期五年，但也有不同修業年限的制度。1996年（民國八十五年）起，政府鼓勵專科學校改制為技術學院，並再改制為科技大學。

#### 沿革
- 1953年（民國四十二年），核准設立三年制專科學校及核准績優高職改制為專科學校。建立三三制之初級高級職業學校學制。舉行中美工業教育座談會，採行「單位行業訓練」方式。在臺灣省立師範學院設立工業教育學系。
- 1964年（民國五十三年），公布「五年制專科學校設置暫行辦法」、「專科以上學校夜間部設置辦法」擴大辦理推廣教育。
- 1968年（民國五十七年），教育部核准設置二年制專科學校及成立專科職業教育司。
- 1969年（民國五十八年）起，鼓勵增設職業學校，逐年調整高中與高職的學生比例，原本六比四，至1981年（民國七十年）調整為三比七。試辦輪調式建教合作班。
- 1971年（民國六十年），臺灣省立三重商工試辦「階梯式教學」。
- 1973年（民國六十二年），教育部專科職業教育司改名為技術及職業教育司。
- 1974年（民國六十三年），成立國立臺灣工業技術學院，建立完整之技術職業教育體系。
- 1981年（民國七十年），臺灣省試辦能力本位教育實驗。
- 1983年（民國七十二年），試辦延長以職業教育為主的國民教育。
- 1989年（民國七十八年），辦理「原住民職業教育改進計畫」及「偏遠地區職業教育改進計畫」。
- 1990年（民國七十九年），逐步廢除三專學制，改制為獨立學院或技術學院。
- 1991年（民國八十年），修正「專科以上學校夜間部設置辦法」、「試辦高中高職學年學分制」、「辦理在校生丙級技術士技能檢定」，成立國立雲林技術學院。
- 1993年（民國八十二年），試辦「加強國中技藝教育方案─邁向十年國教目標」、核准高職設立普通科。
- 1994年（民國八十三年），放寬職校及專校類科增設，並適度放寬校地限制；臺北工專、臺北護專改制為技術學院。籌設高雄技術學院。
- 1995年（民國八十四年），修正專科學校法、試辦高職特殊教育實驗班、延教班改名為實用技能班、研議大學試辦「二年制技術學系」（二技）及「技術學院」改名為「科技大學」、訂頒「績優專校改制技術學院附設專科部申請辦法」。
- 1996年（民國八十五年）起，多所專科學校改制為技術學院；多所技術學院改名為科技大學。
- 2004年（民國九十三年）《專科學校法》修改，引進副學士學位制度，頒授給技職教育體系的二年制專科學校（二專）以及五年制專科學校（五專）的畢業生。
- 2013年（民國一〇二年），公布「高級中等教育法」，高級職業學校主管機關業務自教育部技術及職業教育司移交由教育部國民及學前教育署辦理。
- 2014年（民國一〇三年）・8月，配合十二年國教全法正式實施，高級職業學校改制為技術型高級中等學校。
- 2014年（民國一〇三年），《技術及職業教育法》三讀通過，確立技職教育體系在台灣之定位及責任。[15]

#### 體系
臺灣現行技職教育體系有：技術型高級中等學校（高級職業學校）、專科學校、技術學院與科技大學。於國民中學尚有技藝教育方案，提供國中生試探職業性向與培養興趣，畢業後可就讀的技職教育體系有技術型高級中等學校、普通型高級中等學校附設職業類科或是綜合型高級中等學校的專門（職業）學程。
技術型高級中等學校原稱為高級職業學校，12年國教後改制，學制包括日間部、夜間部、建教合作班、實用技能班、特殊教育實驗班及附設進修學校等。技術型高級中等學校畢業生可參加四技二專統一入學測驗後，以登記分發、推薦甄試、技優甄保等方式，選擇四年制技術學院（四技）、二年制專科學校（二專）等學制，並進入科技大學、技術學院或專科學校就讀，四技畢業後可取得學士學位證書，二專畢業後可取得副學士學位證書。
專科學校分為「二年制」及「五年制」二種，二年制同時設有日間部及夜間部；五年制則有日間部。專科學校畢業生可以報考「二年制技術校院統一入學測驗」（二技統測），升學進入科技大學或技術學院的二技部就讀，修業年限為期兩年，畢業後可取得學士學位證書。
「技術學院」及「科技大學」的學制包括了專科班、學士班、碩士班、博士班及在職專班等。
在行政體制方面，教育部技術及職業教育司（簡稱「技職司」）負責掌理全國技職教育業務，並主管及督導科技大學、技術學院、專科學校；而技術型高級中等學校則在2013年起配合十二年國教移撥由教育部國民及學前教育署管轄。

### 香港

#### 歷史
英屬香港政府於1932年在加路連山道創立的初級工業學校(現今為香港理工大學)，現在的職業教育課程分別由中學、職業學校、專上院校、公營機構、私人機構提供。
2016年，香港政府將職業教育重塑為「職業專才教育」，簡稱「職專教育」(VPET)，並於2020年成立「推廣職業專才教育和資歷架構督導委員會」加以推廣。
數據顯示，修讀高中程度職業課程的學生在2015年至2020年期間佔整體高中學生約15%。

#### 中學程度

##### 舊學制
香港在1970年代設有職業先修學校（中學）和「半職訓」的工業中學，在初中已經提供工科及商科有關的基本訓練課程，工科包括電工、金工及印刷等，商科主要有打字、速記、會計等，另有繪圖、裁縫、成衣等課程，由於職業先修學校在開辦初期，預期學生可在初中階段已可學得一技之長，所以1980年代初期的職業先修學校並沒有高中課程，但後來香港各行業的整體學歷提高，職業先修學校在1980年代中期延長課程至與一般中學相同的五年，並可以報考香港中學會考。由於香港於1990年代起開始經濟轉型，轉向服務業及對科技的應用，中學的提供基礎職業訓練課程未能趕上香港經濟轉型的步伐。1990年代的職業先修學校進一步提供預科課程，大部分職業先修學校都在1997年前後更改名稱，把「職業先修」的字眼刪除，以「中學」取而代之，課程也逐漸與一般中學看齊。各間職業先修學校及工業中學於2000年代初期，都已轉型為文法中學，課程與香港大部分政府津貼中學無異。

##### 新高中
香港於2009年學年推行三三四學制，職業教育於高中便開始推行，主要是透過新高中選修的「應用學習課程」（Applied Learning, ApL），鼓勵機構與學校合作推行。課程設置方面，應用學習共有六個學習範疇，分別為：
- 創意學習
- 媒體及傳意
- 商業、管理及法律
- 服務
- 應用科學
- 工程及生產

學生最多可選修兩門，每門課程的總課時為180小時。截至2013/14年度，共有三十七門課程獲教育局官方認可。
教育局建立一個由香港課程發展議會應用學習委員會、香港學術及職業資歷評審局和香港考試及評核局參與的應用學習質素保證機制，以確保課程是根據設計原則而發展、按課程設計教授，以及學生的學習成果能達到設定的水平。
研究指出，新高中教師普遍認同應用學習有助學生就業及提升學習動機，但教師對應用學習的升學功能略有保留。然而，如升學目標並非主流大學，而是職業為導向的專上課程，則教師認為應用學習有助學生銜接專上教育。

#### 大專程度
香港大專程度的職業教育在1990年代以前，主要分為為工商業培訓人才的工業學院，以及專門為本地師資提供職業培訓的教育學院提供，過往這些院校主要提供文憑程度的職業培訓課程，1990年代以後該等院校都進一步提供高級文憑，以至學位程度的課程。

##### 90年代前的兩所理工學院
香港政府於1937年成立「香港官立高級工業學院」開辦無線電操作、機械工程及建築等，文憑及證書課程，1972年更名為「香港理工學院」，改為開辦專上程度的高級文憑課程，原有的證書及文憑課程逐漸轉由政府於1969年成立的摩理臣山工業學院開辦，香港理工學院於1983年開辦學士學位課程，並於1994年升格為香港理工大學。
於1984年成立的「香港城市理工學院」，在創辦時已經同時開辦高級文憑及學士學位課程，該校於1994年升格為香港城市大學。

##### 教師培訓
1853年，聖保羅書院開辦的首個正規在職教師培訓課程。
1860年由聖公會會督施美夫夫人在港島般咸道創辦的Diocesan Native Female Training School，是隸屬於英國遠東女子教育協會（Society for Promotion of Female Education in the East）的華裔女子職業訓練學校，旨為訓練英文教師與傳教士。
從1940年代起，香港的教師職業訓練課程主要由1939年至1982年間成立的五間教育學院提供，分別是羅富國教育學院、葛量洪教育學院、柏立基教育學院、香港工商師範學院和語文教育學院，至1990年代初期，五間教育學院都只提供教育相關證書及文憑課程，中學會考程度已可入學，完成課程後可成為「文憑教師」。香港政府於1980年代後期為擴充大學學位，香港理工大學、香港城市理工學院及香港浸會學院都獲准開辦大學學位課程，並於1994年升格為大學，另有香港科技大學於1991年成立，在這些大學取得學位及完成教育文憑，可成為待遇較「文憑教師」高的「學位教師」。由於1990年代初期有三間院校升格大學及新大學的成立，所以成績較佳的學生都選擇考入大學入讀學位課程，導致只提供教師職業訓練及只有文憑程度的教育學院收生質素下滑。因此五間教育學院於1994年合併為香港教育學院，開始營辦學士學位課程，並向學術評審局申請評審其課程，於2016年獲准升格為香港教育大學，成功由最初的教師職業訓練學校發展為大學。

##### 職業訓練局
香港政府於1969年成立摩理臣山工業學院開辦文憑及證書課程為工商業培訓人才，其後1970年代至1980年代間，分別再有黃克競工業學院、葵涌工業學院、觀塘工業學院、李惠利工業學院、沙田工業學院、屯門工業學院及柴灣工業學院成立，全部工業學院於1982年交由法定機構職業訓練局管理，職訓局還在九龍灣及薄扶林設立職業訓練中心、在大欖設立海員訓練中心，提供基本證書課程，這些訓練中心於2004年整併為青年學院。職訓局還設有中華廚藝學院為酒店業及飲食業培訓廚務專業人員。由於配合理工學院及城市理工學院升格大學，香港科技學院 (柴灣)、香港科技學院 (青衣)於1993年成立以接辦兩間理工學院的高級文憑課程，職業訓練局提供的職業教育自此擴展至專上程度。1999年，7間工業學院及2間科技學院合併為香港專業教育學院，以便整合各院校的資源，並擴展高級文憑課程至各間院校。
2007年，原香港專業教育學院的設計相關學系整合為香港知專設計學院。
2012年，香港高等教育科技學院創辦，提供學士及碩士學位課程。 
2023年，《2023年施政報告》提出成立香港資訊科技學院，由原香港專業教育學院的相關資訊科技學系整合。

##### 自資專上教育委員會
政府2012年4月成立自資專上教育委員會，從宏觀及策略角度就自資專上教育界別的發展提供意見。

##### 推廣職業專才教育專責小組
政府於2014年6月成立推廣職業教育專責小組以提升公眾對職業教育的認知。
2015年7月，為進一步在香港推廣職業教育提出策略和具體建議，專責小組向教育局局長提交報告。

##### 應用科學大學聯盟
《2023年施政報告》中提出發展香港成為國際專上教育樞紐，提及預留啟動資金，支援有潛質的專上院校成立「應用科學大學聯盟」，實行聯動推廣，以提升職業專才教育在社會、家長和學生心目中的地位。
應用科學大學聯盟於2024年11月11日正式成立。

#### 特定行業的職業學校
香港政府與1975年成立製衣業訓練局，為香港紡織及業製衣業培訓專才，首間訓練中心於1977年10月在荔景落成，位於九龍灣的訓練中心亦於1984年11月啟用。由於香港經濟轉型，製衣業訓練局於2007年起設立「時裝學院」，與大學合辦高級文憑及學位課程。
香港政府於1975年成立建造業訓練局，為香港建築業訓練人材，訂立工藝標準及引進科技，提升工藝及工業安全水平。自2008年元旦起建造業訓練局和建造業議會合併，下設建造業訓練委員會。建造業訓練委員會設有香港仔工藝測試及訓練中心、九龍灣訓練中心、上水訓練中心及葵涌訓練中心。2018年，香港建造學院成立。

#### 提升技能的職業技術訓練課程
僱員再培訓局根據香港法例《僱員再培訓條例》於1992年10月16日成立，專門負責為香港的合資格僱員提供涵蓋28個行業約700項技術訓練課程，為不同社群例如青年、婦女、50歲或以上人士、少數族裔人士等，以協助他們應付香港經濟結構轉型，並協助他們重新投入就業市場。
《2024年施政報告》提出改革僱員再培訓局，加強本地勞工培訓的政策措施，2025年起課程不設學歷上限。

### 法国
法國的職業教育分為職業中等教育和職業高等教育。職業中等教育主要由職業高中（Lycée professionnel）提供，也可以由企業提供；職業高等教育則通常由大學轄下的職業學院提供。

## 作用和影响
教育家黄炎培认为，职业教育的作用在于“谋个性发展”、“为个人谋生之准备”、“为个人服务社会之准备”以及“为国家及世界增进生产力之准备”，即职业教育既可以让学生获得谋生的手段，也可以为社会做出贡献。此外，他还认为职业教育应该是教育体系中不可分割的一部分，而非学校教育的附庸。
學者梁亦華指出，傳統職業教育除了配合經濟發展需要外，亦負有政府管治，維持社會穩定等目標。如職業教育的擴展脫離就業市場考慮，低度就業的畢業生將成為社會不稳定的因素；所以，如果政府希望透過培育人才來促進經濟，必须先確保課程配合社會或產業結構所需、營造合適的社會環境及對院校及畢業生質素作嚴格監管。

## 外部連結
- 中华人民共和国教育部职业教育与成人教育司（页面存档备份，存于）
- 香港职业训练局[永久]
- 中華民國教育部技職司（页面存档备份，存于）